# 2S31 Vena
Il 2S31 Vena (in cirillico: 2C31 Beнa) è un sistema di artiglieria semovente di fabbricazione russa sviluppato dalla Motovilicha a partire dagli anni Ottanta ed entrato in servizio nei ranghi delle forze armate russe a partire dal 2010.
Progettato per neutralizzare manodopera, batterie di artiglieria e mortaio, lanciarazzi, mezzi corazzati e posti di comando fino ad una distanza di 13 km, è costituito dall'integrazione di un cannone automatico da 120 mm ed il telaio del BMP-3.
Mai impiegato attivamente in combattimento, il Vena è entrato in produzione seriale nel 2018 ed è destinato a sostituire i mezzi più obsoleti della stessa categoria tra le file delle forze terrestri russe.

## Storia

### Sviluppo
Dopo il positivo impiego del semovente 2S9 Nona-S tra i ranghi delle forze aviotrasportate durante l'intervento sovietico in Afghanistan, il Ministero della Difesa dispose di dotare anche le forze di terra di un mezzo dalle caratteristiche simili.
Negli anni '80 iniziarono i lavori di sviluppo, ma, a seguito della dissoluzione del blocco sovietico, solo nel 1995 furono realizzati i primi due prototipi. Nel 1996 il mezzo, denominato 2S31 Vena, fu presentato per la prima volta al pubblico.
Nel 2007 il veicolo ha superato i test di stato e nel 2010 il primo lotto di Vena è entrato in servizio con l'esercito russo.
Nel 2018 ne viene autorizzata la produzione in serie.

## Caratteristiche

### Armamento
L'armamento principale è un cannone 2A80 a canna rigata da 120 mm, che combina le funzioni di cannone, obice e mortaio. L'elenco delle munizioni che possono essere impiegate include tutti i proiettili dei mezzi della generazione precedente derivati dal 2S9 Nona-S nonché munizioni NATO.

## Versioni
2S31 Vena: versione originale, entrata in servizio nel 2010

## Utilizzatori
Azerbaigian
- Azərbaycan Quru Qoşunları

 Russia
- Suchoputnye vojska

 Venezuela
- Ejército Nacional de la República Bolivariana de Venezuela